# 和田以悦
和田 以悦 (わだ いえつ、1596年(慶長元年) - 1679年（延宝6年）12月25日) は、江戸時代前期の歌人である。
歌人として、代表作『伊勢物語集註』を出版している。

## 生涯
京都府生まれ。

### 青年期
松永貞徳に和歌を学ぶ。

### 高年期
晩年に京都嵯峨(さが)の広沢に閑居した。